# Vrystaatse Volkslied
Le Vrystaatse Volkslied (ce qui signifie en néerlandais hymne national de l'État-Libre) était l'hymne national de la république boer de l'État libre d'Orange de 1854 jusqu'à sa dissolution en 1902. Les paroles sont en néerlandais.

## Paroles
| Version officielle (nl)                 | Traduction en français                                       |
| Heft, Burgers, 't lied der vrijheid aan | Citoyens, élevez vos voix pour chanter l'hymne de la liberté |
| En zingt ons eigen volksbestaan!        | et pour chanter notre existence en tant que peuple.          |
| Van vreemde banden vrij,                | Libérée des dirigeants étrangers,                            |
| Bekleedt ons klein gemenebest,          | notre petite communauté de nation                            |
| Op orde, wet en recht gevest,           | fondée sur l'ordre, la loi et la justice                     |
| Rang in der Staten rij.                 | a pris sa place.                                             |
| Rang in der Staten rij.                 | au rang des états.                                           |
| Al heeft ons land een klein begin,      | Même si notre pays commence modestement,                     |
| Wij gaan met moed de toekomst in,       | Nous avançons vers l'avenir avec courage,                    |
| Het oog op God gericht,                 | les yeux fixés vers Dieu,                                    |
| Die niet beschaamt wie op Hem bouwt,    | qui ne déçoit pas qui a foi en lui.                          |
| Op Hem als op een burcht vertrouwt,     | Fais lui confiance comme pour une forteresse.                |
| Die voor geen stormen zwicht.           | qu'aucune tempête ne pourra abattre.                         |
| Die voor geen stormen zwicht.           | qu'aucune tempête ne pourra abattre.                         |
| Zie in gena' en liefde neer.            | Regarde ici-bas                                              |
| Op onze President, o Heer!              | notre président, o Seigneur!                                 |
| Wees Gij zijn toeverlaat!               | sois son soutien                                             |
| De taak, die op zijn schouders rust,    | pour le travail qui repose sur ses épaules                   |
| Vervulle hij met trouw en lust          | donne lui la loyauté et la persévérance                      |
| Tot heil van volk en staat!             | au bénéfice du peuple et de l'état                           |
| Bescherm, o God, de Raad van't land,    | Protège, o Seigneur, l'assemblée de notre pays               |
| Geleid hem aan Uw vaderhand,            | Guide-la sous ta main protectrice                            |
| Verlicht hem van omhoog,                | Éclaire-la de là-haut                                        |
| Opdat zijn werk geheiligd zij           | Pour que son travail soit sanctifié                          |
| En vaderland en burgerij                | et qu'elle soit bénie                                        |
| Ten zegen strekken moog'!               | comme les Citoyens de notre terre natale.                    |
| Ten zegen strekken moog'!               | comme les Citoyens de notre terre natale.                    |
| Heil, driewerf heil de dierb're Staat,  | Salut, trois fois salut le pays bien-aimé,                   |
| het Volk, de President, de Raad!        | le peuple, le président, l'assemblée!                        |
| Ja, bloei' naar ons gezang              | Oui, Prospérez sous nos chants                               |
| De Vrijstaat en zijn burgerij,          | l'état libre et ses citoyens.                                |
| In deugden groot, van smetten vrij,     | grand dans la vertu et la liberté                            |
| Nog tal van eeuwen lang!                | pour les nombreux siècles à venir!                           |
| Nog tal van eeuwen lang!                | pour les nombreux siècles à venir!                           |